# Великий адмірал
Великий адмірал (італ. Grande ammiraglio) - найвище військове звання Королівських військово-морських сил Італії протягом 1924-1947 років.

## Історія

Погон великого адмірала

Звання «Великий адмірал» було запроваджене Законом № 1908 від 4 листопада 1924 року за ініціативи Беніто Муссоліні.  
Єдиним, кому було присвоєно звання великого адмірала, був Паоло Таон ді Ревель. 
Еквівалентне званню Маршал Італії та «Маршал авіації» у збройних силах Італії, та званню Грос-адмірал у флотах Австро-Угорщини, Німецької імперії та Третього Рейху.
Звання було скасоване після проголошення Італійської республіки.